# Давид, Арман
Арма́н Дави́д (фр. Armand David; 7 сентября 1826, Эспелет (близ Байонны) — 10 ноября 1900, Париж) — французский миссионер-лазарист, а также зоолог и ботаник.
Большую часть жизни работал в Китае, где исполнял также дипломатические функции, будучи уполномоченным представителем французского правительства и налаживая связи между Францией и Китаем. 
Наиболее известен как первооткрыватель (для европейской науки) большой панды и оленя Давида. Также описал как новый для науки вид тростниковую сутору.

## Биография
Родился в городке Эспелет близ Байонны (юго-запад Франции), на севере Страны Басков. При рождении получил имя Жан-Пьер Арман Давид (Jean Pierre Armand David). Вошёл в Конгрегацию миссий в 1848 году. В 1862 году был направлен в Пекин.
Занимаясь естественной историей, объездил Монголию, Тибет, область озера Кукунор, провинцию Цзянси и составил исключительно ценные естественно-исторические коллекции. В 1872 году А. Давид предпринял новое путешествие из Франции в центральные провинции Китая и с богатыми зоологическими коллекциями вернулся в 1875 году в Европу. Отчеты о его первом путешествии опубликованы в Nouvelles Archives du Muséum d’histoire naturelle (1866 и 1868—1870). О последнем своем путешествии А. Давид написал Journal de mon troisième voyage d’exploration dans l’empire Chinois (1876); кроме того, ему принадлежит Les oiseaux de la Chine (1877) и множество других работ.

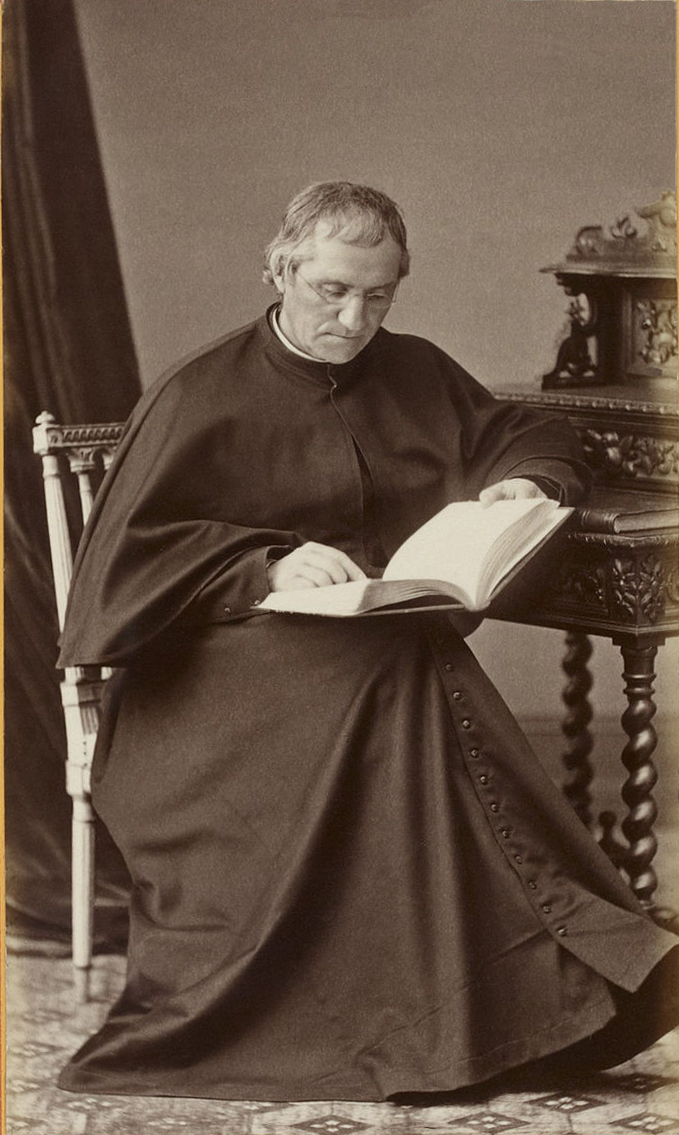
Отец Давид в 1884 году.

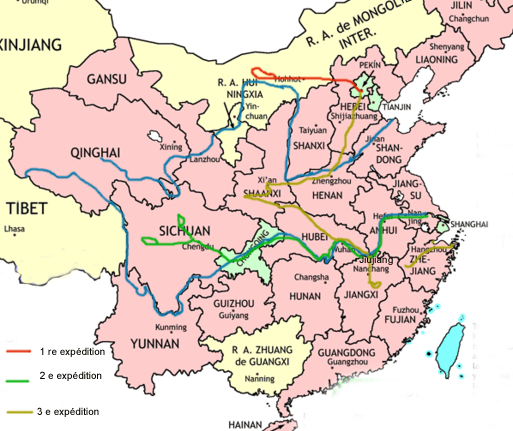
Экспедиции о. Давида.

## Виды, названные в честь Армана Давида
В честь А. Давида названы:
- род растений Давидия (Davidia Baill., 1871) семейства Кизиловые;
- сосна Армана, которая была интродуцирована им в Европе;
- кустарник буддлея Давида, или буддлея изменчивая (лат. Buddléja davídii);
- олень Давида — вид оленей, представителей которого он увидел первым из европейцев (в императорском саду Китая);
- вид пауков Ectatosticta davidi;
- бурундук Давида — наземный вид белок.